# 青花魚式魚雷轟炸機
青花魚式魚雷轟炸機（英語：Fairey Albacore）是英國二戰時期的魚雷轟炸機，原先是用來取代老舊的劍魚式魚雷轟炸機，但最後仍跟後者並用直到同被梭魚式魚雷轟炸機取代。

## 性能諸元
基本信息
- 机组：3 人

性能
- 爬到6000英尺 8 分钟

武器

- 機槍：

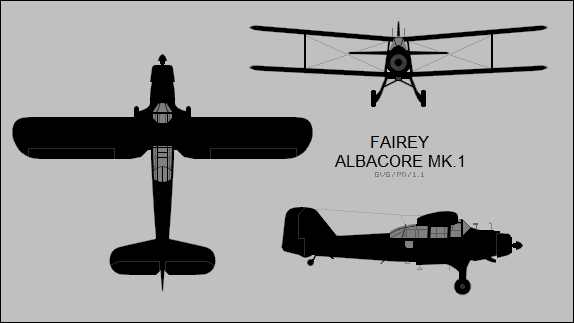
Fairey Albacore Mk.1

  - 1 × 固定，向前开火英式.303彈（7.7毫米子弹）机枪在右舷机翼
  - 1 & 2 × .303英寸（7.7毫米)维氏K机枪在后座舱